# ポコノ・レースウェイ

ポコノ・レースウェイのコースレイアウト

ポコノ・レースウェイ (Pocono Raceway) はアメリカ合衆国・ペンシルベニア州ロングポンド市のポコノ山にあるオーバルトラック。1周2.5マイル(4,023m)。観客席数は7万6,812人。1971年創業。
NASCARはスプリントカップシリーズが6月と8月の年2回、キャンピング・ワールド・トラック・シリーズが8月にレースを行う。2イベントの間隔が2ヶ月と、ミシガンと並んで最も短い。
オープンホイールは1971年～1989年にCART（チャンプカー・ワールド・シリーズの前身）、2013年よりインディカー・シリーズが開催される。

## トラックの特徴
- コース寸法

|                                             | 長さ                 | バンク角           |
| ------------------------------------------- | -------------------- | ------------------ |
| フロントストレート                          | 3740フィート(1140m)  | -                  |
| ロングポンド・ストレート (バックストレート) | 3055フィート(931.2m) | -                  |
| ショートストレート                          | 1780フィート(542.5m) | -                  |
| ターン1                                     | -                    | 14°                |
| ターン2                                     | -                    | 8°                 |
| ターン3                                     | -                    | 6°                 |
| 全長：2.5マイル(4023.4m)                    | 路面：アスファルト   | 路面：アスファルト |

ポコノ・レースウェイは分類上トライオーバルであるが、一般的なものと異なり"3ターン3ストレート"という特殊な形状をもつ。その特殊性からTricky TriangleやBermuda Triangleといった愛称で呼ばれる。
ホームストレートは3740フィート(1140m)とコース最長で、ストックカーの最高速度は200mph以上、インディカーでは220mph以上に達する。ターン1はトレントン・スピードウェイ（1980年閉鎖）を模したもので、14度のバンク角をもつ最もタイトなターンである。これを越えると2番目に長い3,055フィート(931.2m)のロングポンド・ストレート、その先にはインディアナポリスをモチーフとしたバンク角8度のターン2がある。このターンは下にトラック外とピット裏パドックを繋ぐトンネルがあることから、トンネルターンとも言われる。1,780フィート(542.5m)のショートストレッチを挟みミルウォーキー・マイルの旧レイアウトを模した6度バンクのターン3で1周となる。
ターン4が存在しないため、本来ターン4がある辺りのアウト側ウォールに「WHAT TURN 4?」とマーキングがされている。
このように3つのターンがそれぞれ異なる姿を見せることから、オーバルの形をしたロードコースとも言われるほどトリッキーなトラックである。長いストレートで加速し、ターンをアウト－イン－アウトのライン取りで通過するという走り方もロードコースに近い。ストックカーでは全てのターンでハードブレーキングを必要とし、インディカーでもエンジンブレーキを伴うため、同じくバンク角が低い2.5マイルスーパースピードウェイであるインディアナポリスよりも平均速度は低い。
コース幅が非常に広く(ホームストレートで22m)走りやすいトラックではあるが、全体的にバンク角が浅いためラインの自由度は少ない。故にNASCARでは縦に長い展開になり、スピンやクラッシュが起こりにくい。ピットストラテジー勝負の自由度が少なく、得意なドライバーが勝ちやすい傾向にある
一方インディカー・シリーズでは、2015年のジャスティン・ウィルソンの死亡事故や2018年のロバート・ウィケンズの負傷事故に加えて、2019年はスタート直後に佐藤琢磨、アレクサンダー・ロッシ、ライアン・ハンター＝レイの3台が絡む多重事故など、壊滅的な事故の発生が続いている。これにより、2020年からはリッチモンド・インターナショナル・レースウェイに開催権を奪われることとなった。

## トラックレコード
- NASCARスプリントカップ予選ラップレコード…デニー・ハムリン-181.415 mph (291.959 km/h),2014年6月6日
- NASCARスプリットカップ決勝レースレコード…ジェフ・ゴードン-145.384 mph(233.972 km/h),2011年6月12日
- CART予選ラップレコード…エマーソン・フィッティパルディ-211.715 mph(340.722 km/h),1989年
- CART決勝レースレコード(500マイル)…ダニー・サリバン-170.720 mph (274.747 km/h),1989年
- インディカー・シリーズ予選ラップレコード…ファン・パブロ・モントーヤ-223.920 mph(360.364 km/h),2014年7月5日
- インディカー・シリーズ予選レコード(2周)…ファン・パブロ・モントーヤ-223.871 mph(360.285 km/h),2014年7月5日
- インディカー・シリーズ決勝ラップレコード…ライアン・ブリスコー-220.044 mph(354.126 km/h),2014年7月6日
- インディカー・シリーズ決勝レースレコード(400マイル)…スコット・ディクソン-192.864 mph(310.385 km/h),2013年7月7日
- インディカー・シリーズ決勝レースレコード(500マイル)…ファン・パブロ・モントーヤ-202.402 mph(325.734 km/h),2014年7月6日